# Expedice 16
Expedice 16 byla šestnáctá posádka dlouhodobě obývající Mezinárodní vesmírnou stanici (ISS).
Její první dva členové, Jurij Malenčenko a Peggy Whitsonová, startovali 10. října 2007 na palubě kosmické lodi Sojuz TMA-11 spolu s prvním malajsijským kosmonautem Sheikhem Muszapharem Shukorem.
Palubní inženýr Expedice 15 Clayton Anderson se nevrátil na Zemi se Sojuzem TMA-10, ale stal se na několik týdnů do příletu STS-120 členem posádky Expedice 16. Raketoplán Discovery na misi STS-120 odstartoval 23. října a Anderson byl nahrazen novým palubním inženýrem Danielem Tanim. Při dalším letu raketoplánu (STS-122) v posádce ISS Taniho nahradil Léopold Eyharts Později se k posádce přidal Garrett Reisman, který odstartoval na palubě raketoplánu Endeavour při misi STS-123 a vyměnil Eyhartse. Reisman strávil část svého pobytu na ISS jako člen posádky Expedice 16 a zbytek jako palubní inženýr Expedice 17.

## Posádka

### První část (říjen 2007)
- Peggy Whitsonová (2), velitelka,[2] NASA
- Jurij Malenčenko (4), palubní inženýr 1, Roskosmos (CPK)
- Clayton Anderson (1), palubní inženýr 2, NASA

### Druhá část (říjen 2007 až leden 2008)
- Peggy Whitsonová (2), velitelka, NASA
- Jurij Malenčenko (4), palubní inženýr 1, Roskosmos (CPK)
- Daniel Tani (2), palubní inženýr 2, NASA

### Třetí část (leden 2008 až březen 2008)
- Peggy Whitsonová (2), velitelka, NASA
- Jurij Malenčenko (4), palubní inženýr 1, Roskosmos (CPK)
- Léopold Eyharts (2), palubní inženýr 2, ESA (Francie)

### Čtvrtá část (březen až duben 2008)
- Peggy Whitsonová (2), velitelka, NASA
- Jurij Malenčenko (4), palubní inženýr 1, RSA
- Garrett Reisman (1), palubní inženýr 2, NASA

V závorkách je uveden dosavadní počet letů do vesmíru včetně této mise.

## Záložní posádka
- Michael Fincke, velitel, NASA
- Saližan Šaripov, palubní inženýr 1, Roskosmos (CPK)
- Gregory Chamitoff, palubní inženýr 2, NASA (za Andersona)
- Sandra Magnusová, palubní inženýr 2, NASA (za Taniho)
- Frank De Winne, palubní inženýr 2, ESA (za Eyhartse)
- Timothy Kopra, palubní inženýr 2, NASA (za Reismana)

## Detaily mise
- Přistání u ISS: 12. října 2007 14:50 UTC

Do Expedice 16 se začlenil člen předchozí expedice Clayton Anderson. Jurij Malenčenko již pracoval na ISS jako velitel (Expedice 7) a nyní se vrátil jako palubní inženýr. Whitsonová se stala první velitelkou expedice na ISS, a spolu s velitelkou mise STS-120 astronautkou Pamelou Melroyovou, byly poprvé dvě ženské velitelky na orbitě současně.

### STS-120
První hlavní úkol byl úspěšně splněn 26. října, když posádka STS-120 doručila modul Harmony a připojila jej na přechodné umístění u modulu Unity. Nová část stanice rozšířila životní prostor posádky o 75 m3. Spojené posádky také provedly přemístění nosníku P6 na jeho cílovou pozici.

### Konfigurace Harmony

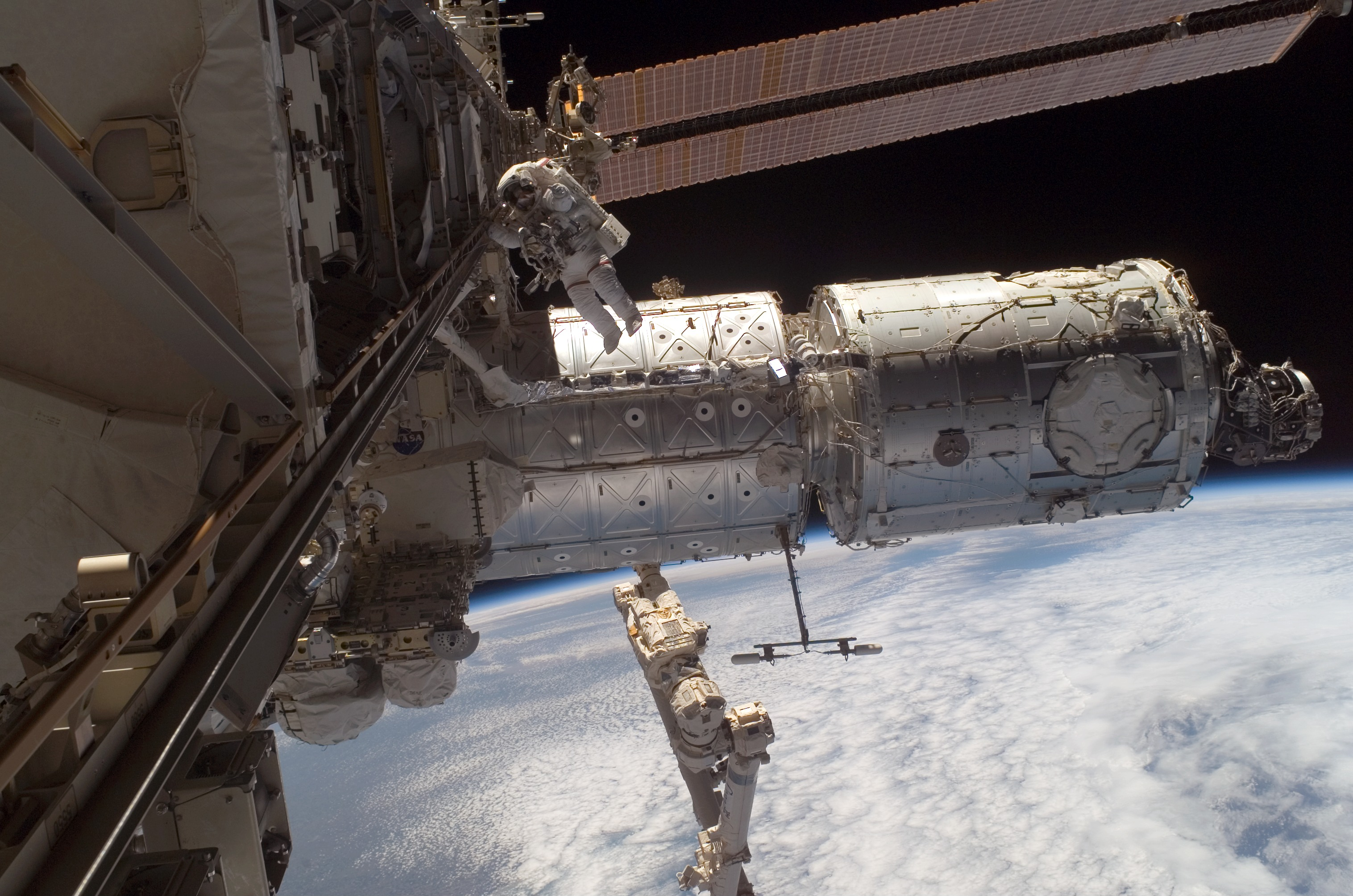
Velitelka expedice Peggy Whitsonová během výstupu do vesmíru. Za Whitsonovou je vidět laboratoř Destiny a modul Harmony

Po odletu raketoplánu Discovery (STS-120) proběhla série výstupů do vesmíru, která měla za úkol přesunout adaptéru PMA-2 z konce laboratoře Destiny na konec Harmony. Whitsonová a Malenčenko při svém výstupu do kosmu 9. listopadu připravili PMA-2 na jeho přesun. 12. listopadu Whitsonová a Tani použili robotický manipulátor stanice Canadarm2, odpojili přistávací port a přenesli jej na předek modulu Harmony. V dalším kroku, který se odehrál 14. listopadu, použili Tani a Whitsonová znovu Canadarm2 a přenesli Harmony (s připojeným PMA-2) na čelní port laboratoře Destiny.
Po přenesení Harmony do své cílové pozice bylo ještě nutno propojit moduly Destiny, Harmony a PMA-2 s ohledem na energie, data a chlazení. 20. a 24. listopadu se uskutečnily dva výstupy do vesmíru EVA-2 a EVA-3, kterých se zúčastnili astronauti Whitsonová a Tani. Jedním z úkolů bylo překonfigurovat a zapojit rozvody amoniaku, který slouží stanici jako chladicí médium. Elektricky a datově byl propojen adaptér PMA-2 s modulem Harmony a Destiny.

### Příprava na přílet laboratoře Columbus
18. prosince proběhly přípravné práce před očekávaným příletem evropské laboratoře Columbus (plánovaný přílet zpočátku roku 2008). Astronauti při výstupu do vesmíru EVA-4 odstranili z pravobočního připojovacího uzlu Harmony tepelný kryt. Kromě toho provedli znovu inspekci pravobočního rotačního spoje SARJ-S3, který byl zkoumán při misi STS-120 a ve kterém byly nalezeny kovové špony. Oba astronauti potvrdili poškození spoje a nechali odstraněný kryt, aby mohl být spoj zkoumán kamerou na konci manipulátoru za provozu.

### STS-122
STS-122 dopravil na stanici modul Columbus a Léopold Eyharts nahradil Daniela Taniho.

### STS-123
STS-123 dopravil na stanici první část japonské laboratoře Kibó, Garrett Reisman nahradil Léopolda Eyhartse.

### ATV-1 Jules-Verne
Expedice 16 také přivítala u stanice ISS Automated Transfer Vehicle (ATV), evropský zásobovací modul.

### Sojuz TMA-12
Na konci působení Expedice 16 na ISS navštívila stanici I So-jon - první kosmonaut z Jižní Koreje.

### Přistání Sojuzu TMA-11
Transportní kosmická loď Sojuz TMA-11 se s posádkou Jurij Malenčenko, Peggy Whitsonová a I So-jon oddělila od stanice ISS 19. dubna 2008 v 5:03 UTC. Po brzdícím manévru před vstupem do atmosféry se musí od návratového modulu oddělit přístrojová a obytná sekce. Sekce se však od modulu pravděpodobně neoddělily a celý komplex vstoupil v 8:07 UTC do atmosféry, ovšem nesprávně orientován (neletěl s tepelným štítem dopředu). Vlivem termodynamických sil se nakonec přístrojová sekce oddělila a návratový modul se přeorientoval do správné polohy. Sestupová dráha se však změnila na podstatně strmější balistickou. Podle Whitsonové přetížení při přistání přesahovalo 8,2 G, Rusové později oznámili, že se dokonce blížilo 10 G. V 8:13 začal pracovat padákový systém a v 8:28 UTC loď přistála v kazašské stepi 420 km západně od předpokládaného místa přistání.

## Výstupy do vesmíru
| EVA # | Astronauti                        | Začátek (UTC)            | Konec (UTC)          | Trvání            | Poznámky |  |
| ----- | --------------------------------- | ------------------------ | -------------------- | ----------------- | --- |  |
|       |                                   |                          |                      |                   | |  |
| EVA 1 | Peggy Whitsonová Jurij Malenčenko | 9. listopadu 2007 09:54  | 9. listopadu, 16:49  | 6 hodin 55 minut  | Odpojení systému SSPTS (Station-to-Shuttle Power Transfer System) pro dodávku elektrické energie z rozvodné sítě stanice do raketoplánu, odpojení PMA-2, příprava čelního portu Harmony na připojení PMA-2.                                                 |  |
|       |                                   |                          |                      |                   | |  |
| EVA 2 | Peggy Whitsonová Daniel Tani      | 20. listopadu 2007 10:10 | 20. listopadu, 17:26 | 7 hodin, 16 minut | Externí konfigurace PMA-2 a Harmony: propojení Destiny, Harmony a PMA-2 s ohledem na energie, data a chlazení. |  |
|       |                                   |                          |                      |                   | |  |
| EVA 3 | Peggy Whitsonová Daniel Tani      | 24. listopadu 2007 09:50 | 24. listopadu, 16:54 | 7 hodin, 4 minuty | Dokončení propojení Harmony a PMA-2 s ohledem na energie, data a chlazení. Fotografická analýza poškozeného pravobočního rotačního spoje SARJ-S3, přesun transportního vozíku CETA (Crew and Equipment Translation Aid).                                    |  |
|       |                                   |                          |                      |                   | |  |
| EVA 4 | Peggy Whitsonová Daniel Tani      | 18. prosince 2007 09:50  | 18. prosince, 16:46  | 6 hodin, 56 minut | Příprava Harmony na přílet evropské laboratoře Columbus, inspekce pravobočního rotačního spoje SARJ-S3 a zařízení pro natáčení panelů ke Slunci BGA (Beta Gimbal Assembly). Toto byl stý výstup určený pro stavbu nebo údržbu Mezinárodní vesmírné stanice. |  |
|       |                                   |                          |                      |                   | |  |
| EVA 5 | Peggy Whitsonová Daniel Tani      | 30. ledna 2008 09:56     | 30. ledna, 17:06     | 7 hodin, 10 minut | Výměna motoru, který natáčí jeden ze solárních panelů (Bearing Motor Roll Ring Module - BMRRM). |  |
|       |                                   |                          |                      |                   | |  |